# Отказ от наследства
Отказ от наследства — в российском праве односторонняя сделка, в результате которой наследник отказывается от своей доли наследства в пользу других лиц.

## В российском праве
Отказ от наследства регулируется статьями 1157-1159 Гражданского кодекса. Сделка совершается при подаче наследником заявления нотариусу по месту открытия наследства.

### Лица, в пользу которых совершается отказ
В заявлении отказа может быть явно указан список лиц, в пользу которых совершается отказ, или заявление может не содержать такого указания. В любом случае в российском праве круг лиц, в пользу которых может быть сделан отказ, ограничен наследниками по завещанию, а также наследниками по закону. Конституционный суд РФ в своём постановлении № 29-П от 23 декабря 2013 года указал на имеющую место неопределённость, содержащуюся в первом абзаце п.1 статьи 1158 ГК РФ, относительно того, возможен ли отказ в пользу любых наследников по закону или же только в пользу наследников той очереди, которая призвана к наследованию. Эта неопределённость была признана не соответствующей Конституции РФ; согласно тому же постановлению, впредь до внесения соответствующих изменений в кодекс, наследник, призванный к наследованию в рамках наследственных правоотношений, возникших до 29 мая 2012 года (дата принятия Постановления Пленума Верховного суда РФ № 9), имеет право отказа в пользу любых наследников по закону, а призванный в рамках правоотношений, начиная с этой даты — лишь в пользу наследников призванной к наследованию очереди.
Отказ в пользу лица, не указанного в завещании, не может быть совершён:
- в пользу недостойного наследника,
- в пользу лица, явно лишённого права наследования в завещании,
- в пользу лица за пределами круга наследников по завещанию, если всё имущество наследодателя завещано наследникам по завещанию,
- если по завещанию наследнику подназначен другой наследник.

До 1 марта 2002 года был также возможен отказ в пользу организации или государства; в настоящее время такой возможности нет.

### Особенности отказа
Отказ от наследства должен быть полным, безусловным и безоговорочным и не может:
- относиться только к части имущества, за исключением случаев наследования по нескольким основаниям (по завещанию и закону, в порядке наследственной трансмиссии и после открытия наследства и т.п.); в этом случае допускается отказ от наследства лишь по некоторым из оснований;
- содержать оговорки или условия;
- быть изменён или взят обратно.

Не допускается отказ в пользу других лиц от обязательной доли в наследстве.